# Bell Gardens (Kalifornija)
Bell Gardens je grad u američkoj saveznoj državi Kalifornija. Prema popisu stanovništva iz 2010. u njemu je živjelo 42,072 stanovnika.